# David Owe
David de Coninck Owe (født 2. december 1977 på Frederiksberg) er en dansk skuespiller, psykolog, lydbogsindlæser og stuntman.

## Opvækst og karriere
David Owe er søn af skuespillerparret Marie-Louise Coninck og Baard Owe.
Han blev færdiguddannet på Statens Teaterskole i 2003 og er siden da blevet mest kendt for sin rolle i tv-serien Ørnen fra 2004-2005 samt for at have vundet finalen i tv-underholdningsprogrammet Vild med dans i 2005 sammen med sin partner Vickie Jo Ringgaard.
I 2005 medvirkede han desuden i kortfilmen Jackpot, en action-komedie på 7½ minut, produceret af Eyelight Productions og studerende fra film- & medievidenskab ved Københavns Universitet.
I 2006 lagde han dansk stemme til karakteren Lynet McQueen fra filmserien Biler, startende med filmen Biler i 2006.
Den 6. november 2006 udgav David Owe sit debutalbum, Tomorrow, der består af coverversioner i jazz-pop-udgaver. Albummet blev dårligt modtaget af anmelderne. Tomorrow tilbragte blot tre uger i top 40 på hitlisten og solgte i samme periode omkring 1000 eksemplarer ifølge Ekstra Bladet.
David Owe medvirkede i årene 2007-2008 i TV3's tv-serie 2900 Happiness.
I 2008 oprettede han Nepo Teatret sammen med Marie Askehave og Helle Hammer. Deres første opsætning hed "Closer – ind på livet"  og havde premiere september 2009.
David Owe har også medvirket i flere tyske film- og tv-produktioner, heriblandt serierne Großstadtrevier (2011) og Alarm Für Cobra (2012). I 2016 medvirkede han i krimifilmen Nord, Nord, Mord.
I 2012 fungerede han som fægteinstruktør i Jels Vikingespil.
Han er uddannet psykolog fra Københavns universitet i 2017 og er medejer af Innercise, som er et stort sundhedscenter i København. I innercise arbejder de med åndedrætsteknikker og koldtvandseksponering.
David deltog i 2020 i Tv-programmet Korpset, hvor han gennemførte alle 8 døgn og blev kåret som vinder sammen med Rikke Hørlykke og Sophie Fjellvang-Sølling.

## Privatliv
Han har siden 8. juli 2006 været gift med kollegaen Marie Askehave. Sammen har de en datter født i 2010, som hedder Gudrun. De blev forældre igen den 9. august 2011, hvor de fik datteren Ingrid.

## Filmografi
- Sort, hvid & grå (2000)
- Baby (2003)
- Jackpot (2005)
- Biler (stemme, 2006)
- Tempelriddernes skat II (2007)
- Næste skridt (2007)
- Bolt (stemme, 2008)
- Biler 2 (stemme, 2011)
- Familien Jul (2014)
- Biler 3 (stemme, 2017)
- I Love America (2022, Prime Video) : den danske naturist.

### Tv-serier
- Forsvar (2003-2004)
- Ørnen (2004-2006)
- 2900 Happiness (2007-2008)
- Maj & Charlie (2008)